# Rakivka, Berîslav
Rakivka (în ucraineană Раківка) este localitatea de reședință a comunei Rakivka din raionul Berîslav, regiunea Herson, Ucraina.

## Demografie
Componența lingvistică a localității Rakivka
     Ucraineană (95,89%)
     Rusă (3,65%)
     Alte limbi (0,46%)
Conform recensământului din 2001, majoritatea populației localității Rakivka era vorbitoare de ucraineană (95,89%), existând în minoritate și vorbitori de rusă (3,65%).